# روماو
روماو هو لاعب كرة قدم برازيلي في مركز الهجوم، ولد في 31 يوليو 1989 في جاوو في البرازيل. لعب مع جمعية بورتوغيزا الرياضية وريد بل برازيل ونادي أمريكا ونادي إنترناسيونال ونادي إيتوانو ونادي بوا إيسبورت ونادي كابيفاريانو.

## وصلات خارجية
- روماو على موقع قاعدة بيانات كرة القدم.إي يو (الإنجليزية)
- روماو على موقع Soccerway.com (الإنجليزية)